# 1990 v dopravě
Tento článek obsahuje seznam událostí souvisejících s dopravou, které proběhly roku 1990.

## Únor
- 22. února

 Přejmenováno 14 stanic pražského metra. Názvy Budovatelů na Chodov, Družby na Opatov, Dukelská na Nové Butovice, Fučíkova na Nádraží Holešovice, Gottwaldova na Vyšehrad, Hakenova na Invalidovna, Kosmonautů na Háje, Leninova na Dejvická, Mládežnická na Pankrác, Moskevská na Anděl, Primátora Vacka na Roztyly, Sokolovská na Florenc, Švermova na Jinonice, Zápotockého na Českomoravská. Staré názvy se staly minulostí, nové názvy odpovídaly geografickému umístění stanic.

## Květen
- 18. května

 Poblíž Vendôme na vysokorychlostní trati Paříž – Tours dosáhla jednotka TGV Atlantique světového železničního rychlostního rekordu – rychlosti 515,3 km/h.
- 25. května

 V Plzni byl zahájen provoz na prodlouženém úseku tramvajové trati Frunzeho – Tachovská ve čtvrti Bolevec. Ke stejnému datu došlo ke změně vedení tramvajové linky 1, která jezdí ze Slovan místo na Bory do Bolevce.

## Červenec
- 4. července

 Na trase A pražského metra byla otevřena nová konečná stanice Skalka, vybudovaná na spojce do depa Hostivař.

## Srpen
- 3. srpna

 V Moskevském metru byly otevřeny další dvě nové stanice na Sokolničeské lince (Čerkizovskaja a Ulica Podbělskogo).
- 25. srpna

 Poblíž Spálova na trati Tanvald – Železný Brod se srazil osobní a nákladní vlak. Nehodu nepřežilo 14 lidí.

## Listopad
- 2. listopadu

 Uveden do provozu na dlouhá léta poslední úsek dálnice D11 ze Sadské do Poděbrad měřící 16 km. Součástí úseku se stal nový lanový most přes Labe.
- 5. listopadu

 V Moskevském metru bylo přejmenováno deset stanic a dvě linky (druhá a sedmá), jež měly ideologicky pojaté názvy. Z celkového počtu takových stanic se však jednalo pouze o zlomek.
- 6. listopadu

 Zahájen provoz na prvním úseku dálnice D8. Jednalo se o úsek Řehlovice – Trmice u Ústí nad Labem, zatím pouze doplňující síť rychlostních silnic. Úsek je dlouhý 4,5 km.
- 22. listopadu

 V Praze otevřena Tramvajová trať Ohrada – Palmovka, vedená po vyvýšené estakádě.
- 22. listopadu

 V Praze byl uveden do provozu úsek metra II.B Florenc – Českomoravská dlouhý 4,4 km, jenž se stavěl 4 roky. Na úseku byly vybudovány 4 stanice – Křižíkova, Invalidovna (plán. Hakenova), Palmovka a Českomoravská (plán. Zápotockého).

## Prosinec
- 1. prosince

  Dělníci v Eurotunnelu v tento den spojili severní i jižní část tunelu, od této doby bylo možné suchou nohou cestovat z Británie do kontinentální Evropy a opačně.
- 14. prosince

 V Budapešti otevřen úsek metra III.B/I v severní části linky M3 vedoucí na sever města.
- 31. prosince

 V Minském metru byla otevřena nová linka; nese název Avtozavodskaja, značena je červenou barvou. Její první úsek měl pouhé tři stanice.

## Neurčené datum
zprovozněna trať TGV mezi Paříží a Tours (LGV Atlantique).